# Jorge Lavat
Jorge Lavat  (Cidade do México, 3 de agosto de 1933 - 14 de setembro de 2011) foi um ator mexicano de cinema e televisão.

## Biografia
Em 1957 ele começou a trabalhar na televisão fazendo dublagem para série de TV americana como A Família Addams , Os Intocáveis e The Green Hornet . 
Em 1958, o produtor Gregorio Wallderstein lhe deu a grande oportunidade de trabalhar ao lado de Germán Valdés "Tin Tan", e María Antonieta Pons no filme "As Mil e Uma Noites".
Ele também participou de novelas como Senda prohibida , Yesenia , Quinceañera e Muchachitas. Sua última novela foi Eva Luna, em 2010.
Faleceu em 14 de setembro de 2011, vítima de um ataque cardíaco devido a um câncer.

## Carreira

### Telenovelas
- Senda prohibida (1958)
- Corona de lágrimas (1965) .... Ignacio "Nachito" Chavero Moncada
- Un grito en la oscuridad (1965)
- La sombra del pecado (1966)
- Anita de Montemar (1967) .... Héctor
- Deborah (1967)
- El usurpador (1967)
- Obsesión (1967)
- Cynthia (1968)
- Cruz de amor (1968) .... Marcos de los Monteros
- Una plegaria en el camino (1969)
- La familia (1969)
- De turno con la angustia (1969)
- Cuando regreses (1970) .... Eduardo
- Yesenia (1970) .... Oswaldo Leroux
- La Constitución (1970) .... Jaime López
- Cristo negro (1971) .... Javier
- Hermanos Coraje (1972) .... Jerónimo Coraje
- El honorable señor Valdez (1973) .... Héctor
- Mi hermana la Nena (1976) .... Jorge
- Acompáñame (1977) .... Doctor
- Añoranza (1979) .... Alberto
- Julia (1979)
- El periquillo sangriento (1981)
- Amor ajeno (1983) .... Charlie
- Vivir un poco (1985) .... Antonio
- Monte calvario (1986) .... Armando Montero
- Quinceañera (1987) .... Roberto Villanueva
- Muchachitas (1991) .... Guillermo Sánchez-Zúñiga
- Perla (1998) .... César
- La vida en el espejo (1999) .... Don Omar
- Cara o cruz (2001) .... Melchor Hidalgo
- La virgen de Guadalupe (2002) .... Agustín Xolotl
- Eva Luna (2010) .... Julio Arismendi

### Filmes
- Ella y el candidato (2011) .... Roberto Girault
- Marcelino pan y vino (2010) .... Fray Malo
- El estudiante (2009) .... Chano
- Un Chihuahua de Beverly Hills (2008) .... El Diablo
- Infamia (1991)
- Los guaruras (1985)
- Los malvivientes (1985)
- El billetero (1984)
- Las modelos de desnudos (1983)
- El amor es un juego extraño (1983)
- La caravana de la muerte (1983)
- Los vividores de mujeres (1982)
- La Jorobada (1981)
- La casa prohibida (1981)
- El perdón de la hija de nadie (1978)
- Duro pero seguro (1978) .... Armando
- Sor Tequila (1977) .... Ignacio
- Eva ¿qué hace ese hombre en tu cama? (1975) .... César
- Algo es algo, dijo el diablo (1974)
- La tigresa (1973) .... Manuel Villafuerte
- Santo y el águila real (1973) .... Manuel Villafuerte
- Besos, besos... y más besos (1973)
- La gatita (1972)
- Triángulo (1972) .... Miguel Escontria
- Sucedió en Jalisco (1972)
- La criada bien criada (1972)
- Dos mujeres y un hombre (1971) .... Mario Christie
- Secreto de confesión (1971) .... Esteban
- Yesenia (1971) .... Osvaldo Leroux
- El ídolo (1971)
- Rosario (1971)
- Las figuras de arena (1970)
- La hermanita Dinamita (1970) .... Dr. Miranda
- El criado malcriado (1969) .... Alejandro
- El aviso inoportuno (1969)
- Las impuras (1969)
- La marcha de Zacatecas (1969)
- Flor marchita (1969) .... Bernardo Molina
- Cuatro hombres marcados (1968)
- El escapulario (1968) .... Capitán
- Domingo salvaje (1967) .... Policía
- "El rata" (1966)
- La Valentina (1966) .... Erasmo
- Especialista en chamacas (1965)
- ¡Ay Jalisco no te rajes! (1965)
- Los hijos que yo soñé (1965)
- El gallo de oro (1964)
- Napoleoncito (1964)
- Una joven de 16 años (1963)
- Azahares rojos (1961)
- Chicas casaderas (1961)
- Dos corazones y un cielo (1959) .... Representante del auditorio
- El que con niños se acuesta... (1959)
- Las mil y una noches (1958)

## Prêmios e Indicações

### Prêmio TVyNovelas
| Ano  | Categoría                | Telenovela  | Resultado |
| ---- | ------------------------ | ----------- | --------- |
| 1992 | Melhor primeiro ator     | Muchachitas | Nomeado   |
| 1984 | Melhor ator protagonista | Amor ajeno  | Nomeado   |